# Malasiqui
Malasiqui è una municipalità di prima classe delle Filippine, situata nella Provincia di Pangasinan, nella regione di Ilocos.
È una municipalità principalmente agraicola, con riso, granoturco e vegetali della pianura tropicale tra i suoi prodotti principali. Sono famosi anche i suoi manghi, avendo una della concentrazioni più alte di alberi da mango nelle Filippine.
Il nome Malasiqui ha origine dalla parola lasi che in panggasinan significa "lampo". Con il prefisso ma- che indica un livello alto e il suffisso -ki che indica un posto; malasiki significa dunque "posto pieno di lampi".
La popolazione di Malasiqui partecipò ad alcune delle rivolte più sanguinose durante l'epoca della dominazione spagnola. Il cattolicesimo e altre sette cristiane prevalgono nettamente tra le confessione religiose del luogo. Etnicamente, è uno dei pochi luoghi di Pangasinan che non ha avuto mai immigrazione delle altre regioni filippine. Di conseguenza i panggasinan sono l'etnia dominante con pochissima mescolanza con altre etnie.

## Suddivisioni amministrative
Malasiqui è formata da 73 baranggay:
- Abonagan
- Agdao
- Alacan
- Aliaga
- Amacalan
- Anolid
- Apaya
- Asin Este
- Asin Weste
- Bacundao Este
- Bacundao Weste
- Bakitiw
- Balite
- Banawang
- Barang
- Bawer
- Binalay
- Bobon
- Bolaoit
- Bongar
- Butao
- Cabatling
- Cabueldatan
- Calbueg
- Canan Norte

- Canan Sur
- Cawayan Bogtong
- Don Pedro
- Gatang
- Goliman
- Gomez
- Guilig
- Ican
- Ingalagala
- Lareg-lareg
- Lasip
- Lepa
- Loqueb Este
- Loqueb Norte
- Loqueb Sur
- Lunec
- Mabulitec
- Malimpec
- Manggan-Dampay
- Nancapian
- Nalsian Norte
- Nalsian Sur
- Nansangaan
- Olea

- Pacuan
- Palapar Norte
- Palapar Sur
- Palong
- Pamaranum
- Pasima
- Payar
- Poblacion
- Polong Norte
- Polong Sur
- Potiocan
- San Julian
- Tabo-Sili
- Talospatang
- Taloy
- Taloyan
- Tambac
- Tobor
- Tolonguat
- Tomling
- Umando
- Viado
- Waig
- Warey